# Idris gracilis
Idris gracilis är en stekelart som beskrevs av Kononova 2003. Idris gracilis ingår i släktet Idris och familjen Scelionidae. Inga underarter finns listade i Catalogue of Life.